# Pyrausta subflavalis
Pyrausta subflavalis là một loài bướm đêm trong họ Crambidae.